# Alexandrina Cantacuzino
Alexandrina "Didina" Cantacuzino, född Pallady 20 september 1876, död 1944, var en rumänsk furstinna och politisk aktivist. Hon var ordförande för 
Societatea Ortodoxă Națională a Femeilor Române (SONFR), för Asociației pentru Eliberarea Civilă și Politică a Femeilor din România (AECPFR) och grundare och ordförande för Gruparea Femeilor Române (GFR) från 1929, samt vice president för International Council of Women 1925–1935 och dess representant i Nationernas förbund 1929–1938.  Cantacuzino var en internationellt känd feminist och en av Rumäniens ledande kvinnorättsaktivister. Hon stod för en konservativ form av feminism och förespråkade kvinnlig rösträtt av nationalistiska skäl, och under 1930-talet kom hon att ansluta sig till fascismen. 